# Queen II Tour
Queen II Tour — концертний тур британського рок-гурту «Queen» з просування альбому «Queen II» 1974 року. Це був другий великий тур гурту, який розпочався лише через півтора місяця після закінчення туру Queen I. Гурт відвідав великі міста Великої Британії, а також вирушив у турне по США на підтримку гурту «Mott the Hoople». Їм довелося скасувати всі концерти після 12 травня 1974 року, тому що гітарист Браян Мей заразився гепатитом.

## Передумови
У березні гурт почав тур по Великій Британії на підтримку нового альбому «Queen II», а потім вирушив в першу поїздку по США. У квітні вони знову відіграли на підтримку гурту «Mott the Hoople» у чотиритижневому турі. Гурт приділяв більше уваги зовнішньому вигляду на сцені й користувався послугами Зандри Роудс для розробки деяких своїх костюмів. Виступи «Queen» різко припинилися, коли Браян захворів на гепатит після Нью-Йоркського виступу 11 травня, і гурт полетів додому, щоб Браян одужав.
Мерк'юрі вперше зіграв на фортепіано на сцені в піснях «White Queen», «Seven Seas Of Rhye» і «The Fairy Feller's Masterstroke».

## Дата виступів
| Дата                       | Місто        | Країна          | Місце виступу                   |
| -------------------------- | ------------ | --------------- | ------------------------------- |
| Європа                     |              |                 |                                 |
| 1 березня 1974             | Блекпул      | Велика Британія | Blackpool Winter Gardens        |
| 2 березня 1974             | Ейлзбері     | Велика Британія | Friars Aylesbury                |
| 3 березня 1974             | Плімут       | Велика Британія | Plymouth Guildhall              |
| 4 березня 1974             | Пейнтон      | Велика Британія | Paignton Festival Hall          |
| 8 березня 1974             | Сандерленд   | Велика Британія | Locarno Ballroom                |
| 9 березня 1974             | Кембрідж     | Велика Британія | Cambridge Corn Exchange         |
| 10 березня 1974            | Кройдон      | Велика Британія | Croydon Greyhound               |
| 12 березня 1974            | Лондон       | Велика Британія | Dagenham Roundhouse             |
| 14 березня 1974            | Челтнем      | Велика Британія | Misto Hall                      |
| 15 березня 1974            | Глазго       | Шотландія       | University of Glasgow           |
| 16 березня 1974            | Стерлінг     | Шотландія       | University of Stirling          |
| 19 березня 1974            | Кліторпес    | Велика Британія | Winter Gardens                  |
| 20 березня 1974            | Манчестер    | Велика Британія | Manchester University           |
| 22 березня 1974            | Кенві Айленд | Велика Британія | The Paddocks                    |
| 23 березня 1974            | Кромер       | Велика Британія | Royal Links Pavilion            |
| 24 березня 1974            | Колчестер    | Велика Британія | Woods Leisure Centre            |
| 26 березня 1974            | Острів Мен   | Велика Британія | Palace Lido                     |
| 28 березня 1974            | Аберістуїт   | Уельс           | Aberystwyth University          |
| 29 березня 1974            | Пензанс      | Велика Британія | The Gardens                     |
| 30 березня 1974            | Тонтон       | Велика Британія | Century Ballroom                |
| 31 березня 1974            | Лондон       | Велика Британія | Rainbow Theatre                 |
| 2 квітня 1974              | Бірмінгем    | Велика Британія | Barbarellas                     |
| Північна Америка           |              |                 |                                 |
| 16 квітня 1974             | Денвер       | США             | Regis College                   |
| 17 квітня 1974             | Канзас-Сіті  | США             | Memorial Hall                   |
| 18 квітня 1974             | Сент-Луїс    | США             | Keil Auditorium                 |
| 19 квітня 1974             | Оклахома     | США             | Fairgrounds Appliance Building  |
| 20 квітня 1974             | Мемфіс       | США             | Mid South Coliseum              |
| 21 квітня 1974             | Новий Орлеан | США             | St. Bernard Civic Auditorium    |
| 25 квітня 1974             | Редінг       | США             | Allbright Center                |
| 26 квітня 1974             | Бостон       | США             | Orpheum Theatre                 |
| 27 квітня 1974             | Провіденс    | США             | Palace Theatre                  |
| 28 квітня 1974             | Портленд     | США             | Exposition Hall                 |
| 1 травня 1974              | Харрісбург   | США             | Farm Arena                      |
| 2 травня 1974              | Аллентаун    | США             | Agricultural Hall               |
| 3 травня 1974              | Вілкс-Барре  | США             | Kings College                   |
| 4 травня 1974              | Вотербері    | США             | Palace Theatre                  |
| 7 травня 1974              | Нью-Йорк     | США             | Uris Theatre                    |
| 8 травня 1974              | Нью-Йорк     | США             | Uris Theatre                    |
| 9 травня 1974              | Нью-Йорк     | США             | Uris Theatre                    |
| 10 травня 1974 1-й концерт | Нью-Йорк     | США             | Uris Theatre                    |
| 10 травня 1974 2-й концерт | Нью-Йорк     | США             | Uris Theatre                    |
| 11 травня 1974             | Нью-Йорк     | США             | Uris Theatre                    |
| 12 травня 1974             | Нью-Йорк     | США             | Uris Theatre                    |
| Скасовані виступи          |              |                 |                                 |
| 15 травня 1974             | Вашингтон    | США             | DAR Constitution Hall           |
| 16 травня 1974             | Чарлстон     | США             | Charleston Municipal Auditorium |
| 17 травня 1974             | Атланта      | США             | Fox Theater                     |
| 18 травня 1974             | Ноксвілл     | США             | Knoxville Coliseum              |
| 20 травня 1974             | Детройт      | США             | Masonic Temple                  |
| 21 травня 1974             | Чикаго       | США             | Chicago Auditorium              |
| 22 травня 1974             | Мілвокі      | США             | Milwaukee Auditorium            |
| 23 травня 1974             | Саут-Бенд    | США             | Morris Civic Auditorium         |
| 24 травня 1974             | Толедо       | США             | Toledo Sports Arena             |
| 25 травня 1974             | Клівленд     | США             | Allen Theater                   |
| 26 травня 1974             | Колумбус     | США             | Mershon Auditorium              |
| 27 травня 1974             | Торонто      | Канада          | Massey Hall                     |
| 28 травня 1974             | Лондон       | Канада          | London Arena                    |
| 30 травня 1974             | Піттсбург    | США             | Syria Mosque                    |
| 31 травня 1974             | Філадельфія  | США             | Schubert Theater                |
| 1 червня 1974              | Філадельфія  | США             | Schubert Theater                |
| 2 червня 1974              | Річмонд      | США             | Richmond Mosque                 |
| 7 червня 1974              | Санта Моніка | США             | Santa Monica Civic Auditorium   |

## Приблизний сет-лист

### Британський тур
1. «Procession»
2. «Father to Son»
3. «Ogre Battle»
4. «Son and Daughter»
5. «Guitar Solo»
6. «Son and Daughter (Reprise)»
7. White Queen (As It Began)"
8. Great King Rat"
9. «Keep Yourself Alive»
10. «Liar»
Виступ на біс:
11. «Jailhouse Rock»/«Stupid Cupid»/«Be Bop a Lula»
Виступ на біс:
12. «Big Spender»
13. «Modern Times Rock 'n' Roll»

Трек-лист варіювався від виступу до виступу, і різні пісні виконували на біс. Пісню «Doing All Right» з першого альбому не грали в цьому турі, натомість її грали на концертах «Queen» в наступних турах.
 Перелік інших треків, які іноді грали в цьому турі складає:
- «Seven Seas of Rhye» (грали 15 і 31 березня і 2 квітня)
- «See What a Fool I've Been» (грали 16 і 31 березня)
- «Bama Lama Bama Loo» (грали 31 березня)
- «The Fairy Feller's Master-Stroke» (грали 1, 8, і 31 березня)

Вважають, що пісню «The Fairy Feller's Master-Stroke» ніколи не грали наживо, але існує офіційний запис як «Queen» грає цю пісню наживо, він ввійшов до альбому «Live at the Rainbow '74», де представлено їх виступ у Rainbow Theatre 31 березня 1974 року. Також вважається, що цю пісню грали наживо в Зимових садах Блекпула і Локарно в Сандерленді, але це невідомо.

### Американський тур
1. «Procession»
2. «Father to Son»
3. «Ogre Battle»
4. «Son and Daughter»
5. «Guitar Solo»
6. «Son and Daughter (Reprise)»
7. «Great King Rat»
8. «Liar»
9. «Keep Yourself Alive»
10. «Modern Times Rock 'n' Roll»
Виступ на біс:
11. «Big Spender»
12. «Bama Lama Bama Loo»

Пісні, що мало грали:
- «See What A Fool I've Been» (грали 28 квітня)
- «Jailhouse Rock»/«Stupid Cupid»/«Be Bop a Lula» (грали 7 травня)

## Live at the Rainbow '74
«Live at the Rainbow '74» — концертний альбом, який «Queen» випустили у вересні 2014 року. Альбом містить три живих виступи в театрі «Rainbow». На одному CD записано виступ, який відбувся в листопаді, а на іншому CD — запис виступу з цього туру.
Виступ відбувся в театрі «Rainbow» 31 березня 1974 року і його записав музичний продюсер Рой Томас Бейкер. Диск містить більшість пісень з сет-листа, за винятком «Hangman» і «Big Spender», але включено «Seven Seas of Rhye», «See What A Fool ive Been» і «The Fairy Feller's Master-Stroke». Альбом містить єдиний відомий концертний запис пісні «The fairy's Master-Stroke», яку деякі шанувальники вважають родзинкою альбому.
Крім того, завдяки відео з виконанням пісень «Son & Daughter» і «Modern Times Rock 'n' Roll» — це найбільш ранні кадри гурту, що виступає наживо.
Альбом досяг 11 місця в чартах.

## Музиканти
- Фредді Мерк'юрі — вокал, фортепіано, тамбурин
- Браян Мей — гітара, бек-вокал
- Роджер Тейлор — ударні, бек-вокал
- Джон Дікон — бас-гітара, бек-вокал